# G3: Rockin' in the Free World
G3: Rockin' in the Free World es un álbum en directo del grupo G3. Presenta al líder del grupo Joe Satriani, a Steve Vai y a Yngwie Malmsteen. Hay un DVD del mismo tour pero con distintas pistas lanzado como G3: Live in Denver.

## Lista de temas

### Disco 1

#### Joe Satriani
Todas las canciones fueron escritas por Joe Satriani.
1. "The Extremist" - 3:53
2. "The Crystal Planet" - 4:41
3. "Always With Me, Always With You" - 4:16
4. "Midnight" - 3:05
5. "The Mystical Potato Head Groove Thing" - 5:31

#### Steve Vai
Todas las canciones fueron escritas por Steve Vai.
1. "You're Here" - 3:33
2. "Reaping" - 7:05
3. "Whispering A Prayer" - 9:27

#### Yngwie Malmsteen
Todas las canciones fueron escritas por Yngwie Malmsteen excepto las indicadas.
1. "Blitzkrieg" - 2:50
2. "Trilogy Suite Op. 5" - 8:07
3. "Red House" (Jimi Hendrix) - 4:25
4. "Fugue" - 3:37
5. "Finale" - 2:54

### Disco 2

#### G3 Jam
1. "Voodoo Child (Slight Return)" (Jimi Hendrix) - 10:46
  - Versión de The Jimi Hendrix Experience
2. "Little Wing" (Jimi Hendrix) - 6:08
  - Versión de The Jimi Hendrix Experience
3. "Rockin' in the Free World" (Neil Young) - 12:29
  - Versión de Neil Young

## Personal

### Joe Satriani
- Joe Satriani - Guitarra, Voz
- Galen Henson - Guitarra rítmica
- Matt Bissonette - Bajo
- Jeff Campitelli - Batería

### Steve Vai
- Steve Vai - Guitarra, Voz
- Dave Weiner - Guitarra rítmica
- Billy Sheehan - Bajo
- Tony MacAlpine - Teclado, guitarra
- Jeremy Colson - Batería

### Yngwie Malmsteen
- Yngwie Malmsteen - Guitarra, Voz
- Mick Cervino - Bajo
- Joakim Svalberg - Teclado
- Patrick Johansson - Batería

- Datos: Q835782